# 2020년 일본 자유민주당 총재 선거
2020년 자유민주당 총재 선거(일본어: 2020年自由民主党総裁選挙)는 아베 신조 자유민주당 총재가 임기 도중 자신의 지병인 궤양성 대장염의 재발을 이유로 사임 의사를 표명함에 따라 치러진 보궐선거이다. 2020년 9월 8일에 고시하여 9월 14일에 투개표를 진행하였다.
이 선거는 현직 총재의 임기 중 사임에 따라 치러지는 것이기 때문에 이번 선거에서 당선된 총재의 임기는 아베 총재의 남은 임기인 2021년 9월까지이다.

## 후보자

### 최종 입후보자

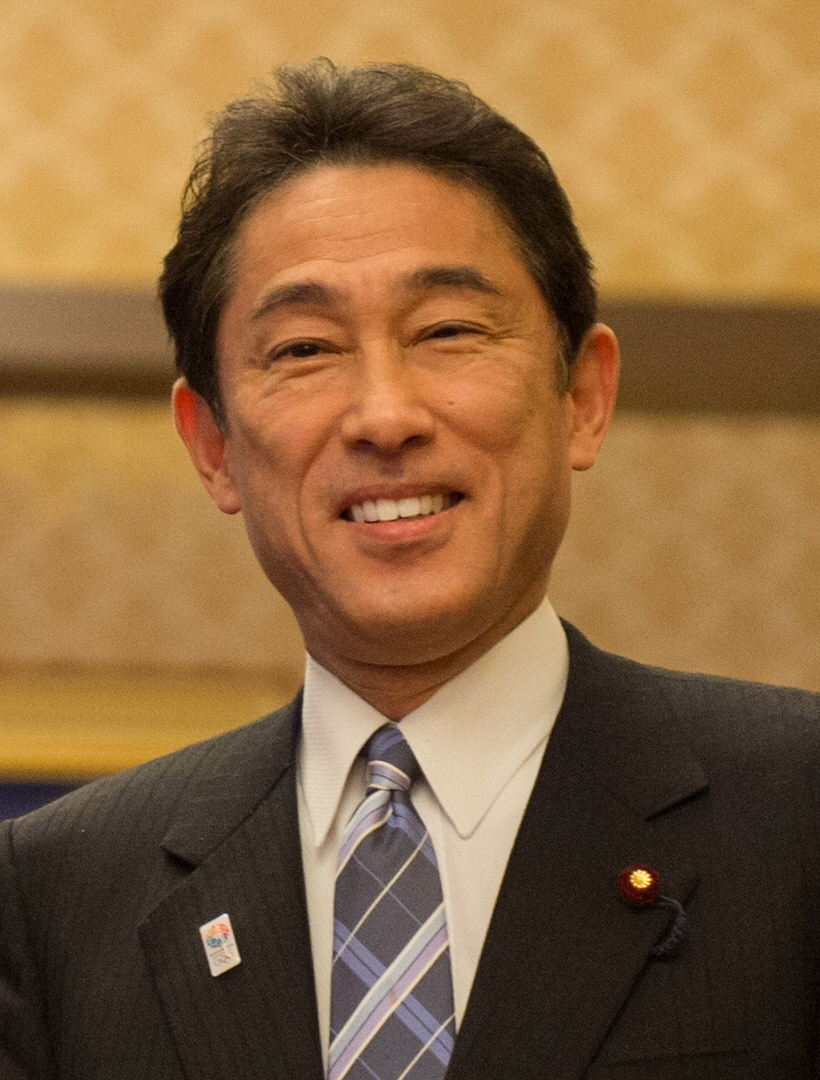
기시다 후미오 전 외무대신, 현 자유민주당 정무조사회장
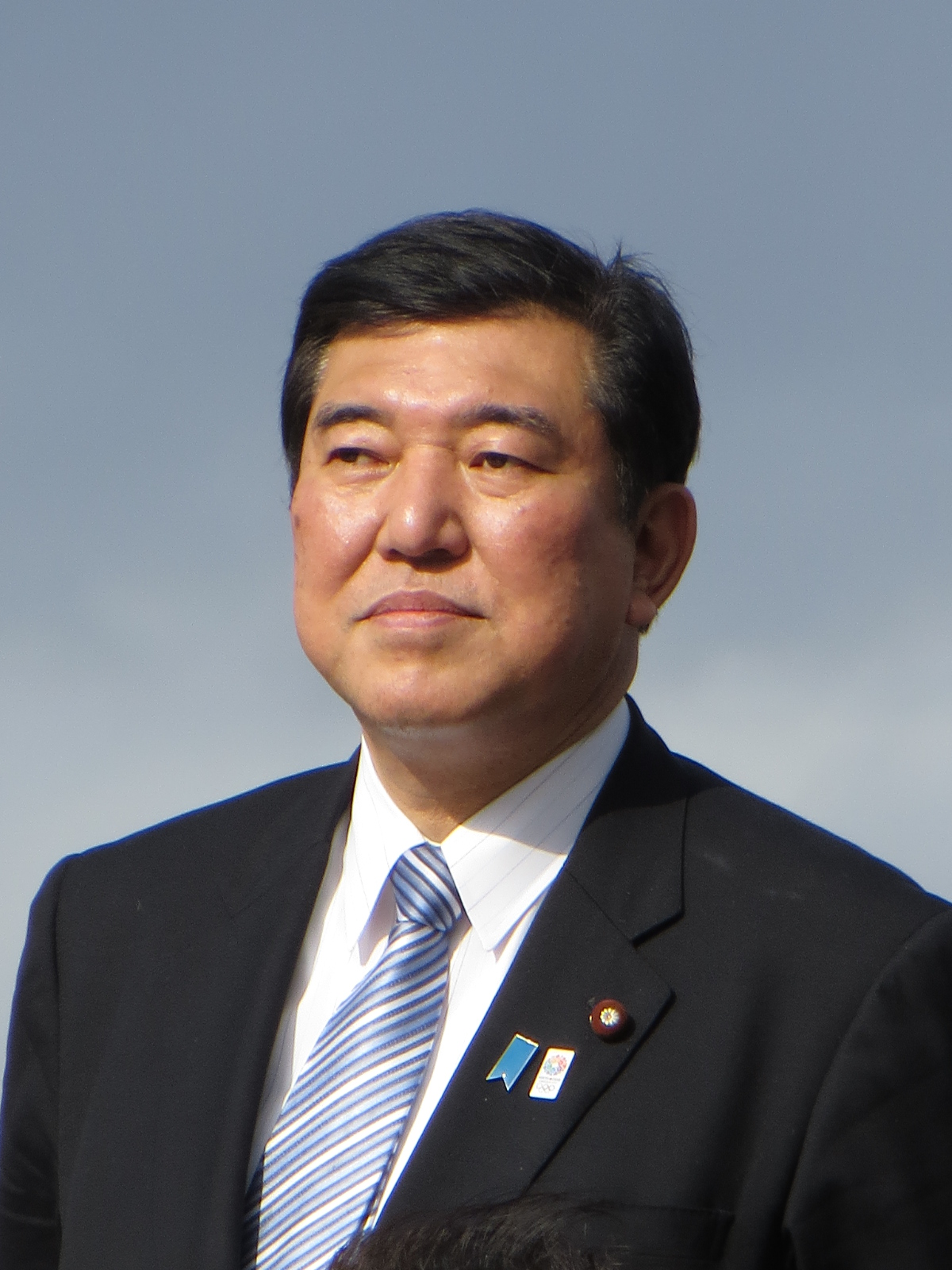
이시바 시게루 전 방위대신, 전 농림수산대신, 전 자유민주당 간사장
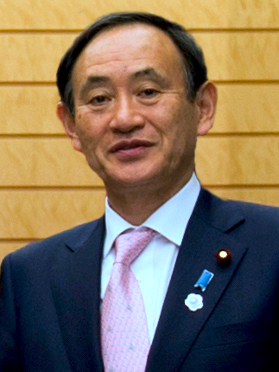
스가 요시히데 전 총무대신, 전 내각관방장관

### 출마 포기

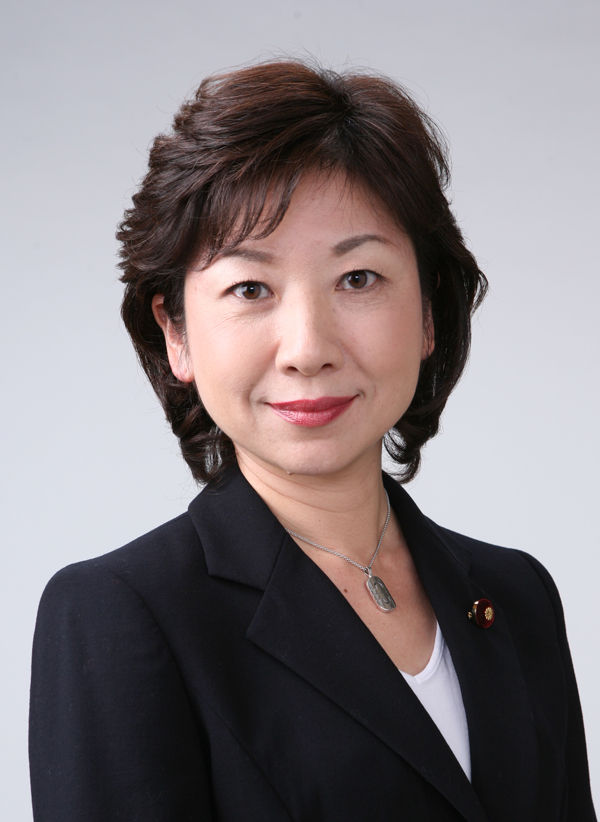
노다 세이코 전 자유민주당 총무회장, 전 총무대신
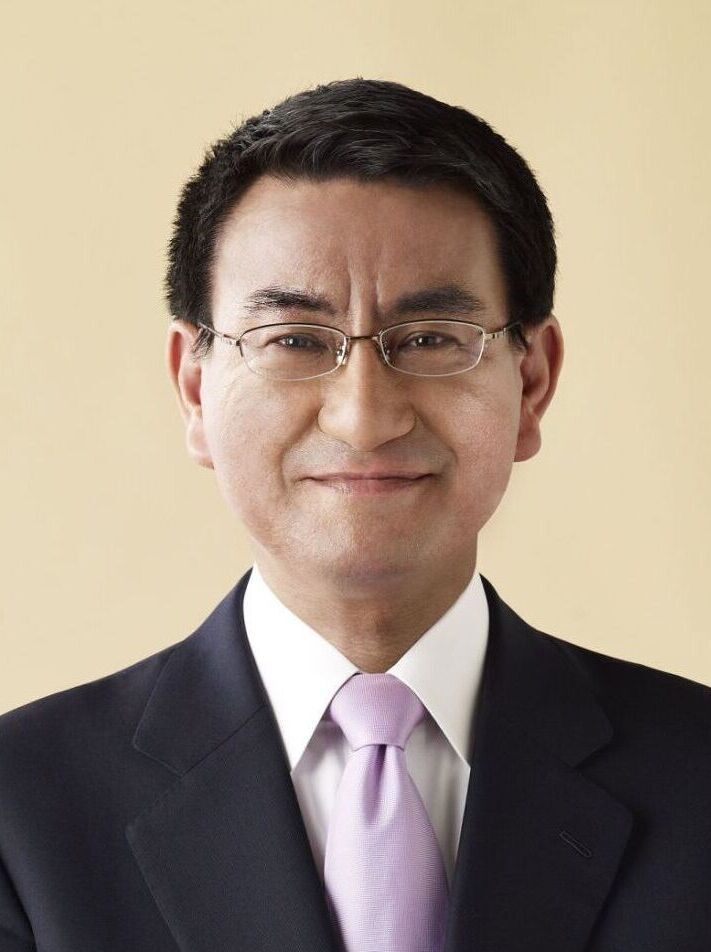
고노 다로 전 국가공안위원회 위원장, 전 외무대신, 현 방위대신
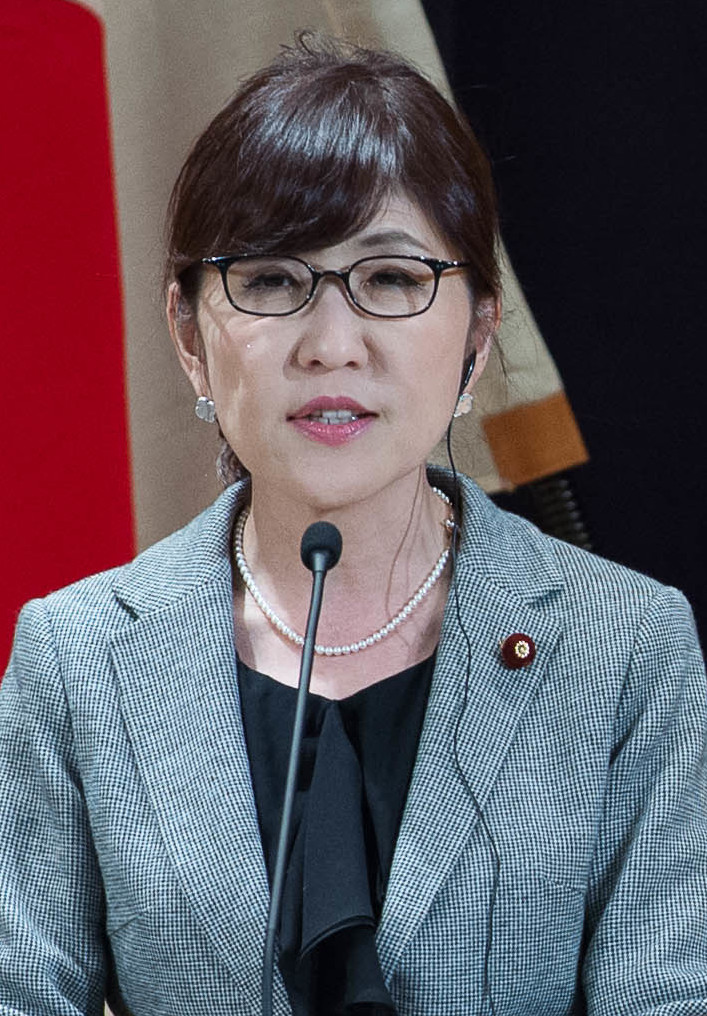
이나다 도모미 전 자유민주당 정무조사회장, 전 방위대신

### 불출마 의사 표명

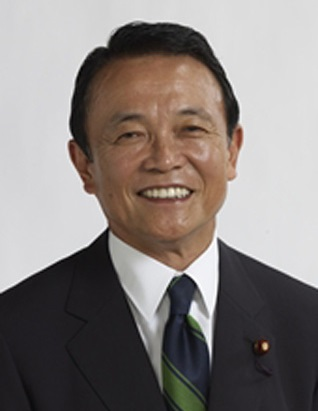
아소 다로 전 자유민주당 정무조사회장, 전 총무대신, 전 외무대신, 전 자유민주당 간사장, 제92대 내각총리대신, 현 부총리 겸 재무대신
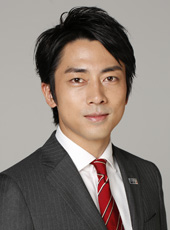
고이즈미 신지로 현 환경대신

## 표 산출 방식
- 중의원 의원 투표 : 총 283표 (1인 1표)
- 참의원 의원 투표 : 총 111표 (1인 1표)
- 도도부현 지부 연합회 대표 투표 : 총 141표 (각 도도부현 지부 연합회 대표 3명 (1인 1표) × 47개 도도부현)

본래 자민당 당규에 따르면 총재 선거에는 소속 국회의원과 당원 전원이 투표권을 행사할 수 있으나, "총재가 임기 중 궐위된 경우에 긴급 사태로 인해 정식 규정에 따라 총재 선거를 치를 수 없는 경우에는 자민당 양원(중의원, 참의원) 의원총회에 소속된 모든 현직 국회의원 및 도도부현 지부 연합회 대표자의 투표로 새 총재를 선출할 수 있다"는 규정을 적용하기로 하면서, 일반 당원이 참여하지 않고 국회의원과 대한민국의 시·도당에 해당하는 도도부현 지부 연합회 대표만이 참여하는 "약식 선거"가 확정됐다. 총재의 임기 도중 사임에 따라 이러한 "약식 선거"로 총재 선거가 치러지는 것은 2008년 총재 선거 이후 12년 만이다.

## 선거 결과
| 후보자        | 국회의원 투표 | 국회의원 투표 | 지방대표 투표 | 지방대표 투표 | 합계   | 합계   | 결과      |  |
| 후보자        | 득표수        | 득표율        | 득표수        | 득표율        | 득표수 | 득표율 | 결과      |  |
| ------------- | ------------- | ------------- | ------------- | ------------- | ------ | ------ | --------- |  |
| 스가 요시히데 | 288           | 73.3%         | 89            | 63.1%         | 377    | 70.6%  | 1위(당선) |  |
| 기시다 후미오 | 79            | 20.1%         | 10            | 7.1%          | 89     | 16.7%  | 2위       |  |
| 이시바 시게루 | 26            | 6.6%          | 42            | 29.8%         | 68     | 12.7%  | 3위       |  |
| 기권          | 1             | -             | -             | -             | 1      | -      |           |  |
| 합계          | 394           | -             | 141           | -             | 535    | -      |           |  |

### 도도부현 지부 연합회 대표 투표 결과
| 후보자     | 후보자 | 이시바 | 스가 | 기시다 |
| 합계       | 합계   | 42     | 89   | 10     |
| 도도부현   | 표수   | 42     | 89   | 10     |
| ---------- | ------ | ------ | ---- | ------ |
| 홋카이도   | 3      | 0      | 3    | 0      |
| 아오모리현 | 3      | 1      | 2    | 0      |
| 이와테현   | 3      | 1      | 2    | 0      |
| 미야기현   | 3      | 1      | 2    | 0      |
| 아키타현   | 3      | 0      | 3    | 0      |
| 야마가타현 | 3      | 1      | 1    | 1      |
| 후쿠시마현 | 3      | 1      | 1    | 1      |
| 이바라키현 | 3      | 1      | 2    | 0      |
| 도치기현   | 3      | 1      | 2    | 0      |
| 군마현     | 3      | 1      | 2    | 0      |
| 사이타마현 | 3      | 0      | 3    | 0      |
| 지바현     | 3      | 0      | 3    | 0      |
| 도쿄도     | 3      | 0      | 3    | 0      |
| 가나가와현 | 3      | 0      | 3    | 0      |
| 니가타현   | 3      | 0      | 3    | 0      |
| 도야마현   | 3      | 2      | 1    | 0      |
| 이시카와현 | 3      | 1      | 2    | 0      |
| 후쿠이현   | 3      | 2      | 1    | 0      |
| 야마나시현 | 3      | 0      | 1    | 2      |
| 나가노현   | 3      | 1      | 2    | 0      |
| 기후현     | 3      | 1      | 2    | 0      |
| 시즈오카현 | 3      | 1      | 2    | 0      |
| 아이치현   | 3      | 1      | 2    | 0      |
| 미에현     | 3      | 2      | 1    | 0      |
| 시가현     | 3      | 1      | 2    | 0      |
| 교토부     | 3      | 1      | 2    | 0      |
| 오사카부   | 3      | 1      | 2    | 0      |
| 효고현     | 3      | 1      | 2    | 0      |
| 나라현     | 3      | 1      | 2    | 0      |
| 와카야마현 | 3      | 0      | 3    | 0      |
| 돗토리현   | 3      | 3      | 0    | 0      |
| 시마네현   | 3      | 2      | 1    | 0      |
| 오카야마현 | 3      | 1      | 2    | 0      |
| 히로시마현 | 3      | 0      | 0    | 3      |
| 야마구치현 | 3      | 0      | 3    | 0      |
| 도쿠시마현 | 3      | 1      | 2    | 0      |
| 가가와현   | 3      | 1      | 1    | 1      |
| 에히메현   | 3      | 1      | 2    | 0      |
| 고치현     | 3      | 2      | 1    | 0      |
| 후쿠오카현 | 3      | 1      | 2    | 0      |
| 사가현     | 3      | 1      | 2    | 0      |
| 나가사키현 | 3      | 1      | 1    | 1      |
| 구마모토현 | 3      | 1      | 1    | 1      |
| 오이타현   | 3      | 1      | 2    | 0      |
| 미야자키현 | 3      | 2      | 1    | 0      |
| 가고시마현 | 3      | 1      | 2    | 0      |
| 오키나와현 | 3      | 0      | 3    | 0      |